# آن جاربر
آن جاربر هي صحفية كندية، ولدت في 1947، وتوفيت في 17 يوليو 2011 في فانكوفر في كندا.